# Шведские королевские академии
Шведские королевские академии — несколько независимых организаций, основанных по приказу шведских монархов и занятых развитием науки, культуры и искусства в Швеции.

## Национальные
Искусства и культура:
- Шведская академия (Svenska Akademien), 1786
- Шведская королевская академия свободных искусств (Kungl. Akademien för de Fria konsterna), 1773
- Шведская королевская музыкальная академия (Kungl. Musikaliska Akademien), 1771
- Шведская королевская академия словесности, истории и древностей (Kungl. Vitterhets-, Historie- och Antikvitetsakademien), 1753

Науки:
- Шведская королевская академия наук (Kungl. Vetenskapsakademien), 1739
- Шведская королевская академия инженерных наук[англ.] (Kungl. Ingenjörsvetenskapsakademien), 1919
- Шведская королевская академия лесного и сельского хозяйства[англ.] (Kungl. Skogs- och Lantbruksakademien), 1813

Военное дело:
- Шведская королевская военная академия[англ.] (Kungl. Krigsvetenskapsakademien), 1796
- Шведское королевское общество морских наук[англ.] (Kungl. Örlogsmannasällskapet), 1771

## Местные
- Королевское научное общество Уппсалы[англ.] (Kungl. Vetenskapssocieteten i Uppsala), 1710
- Королевское общество наук и искусств Уппсалы[англ.] (Kungl. Vetenskapssamhället i Uppsala), 1954
- Королевское общество гуманитарных наук Уппсалы[англ.] (Kungl. Humanistiska Vetenskaps-Samfundet i Uppsala), 1889
- Королевская академия Густава Адольфа[англ.] в Уппсале (Kungl. Gustav Adolfs Akademien), 1932
- Королевское физико-географическое общество Лунда[англ.] (Kungl. Fysiografiska Sällskapet i Lund), 1772
- Королевское общество гуманитарных наук Лунда[швед.] (Kungl. Humanistiska Vetenskapssamfundet i Lund), 1918
- Королевское общество наук и искусств Гётеборга[англ.] (Kungl. Vetenskaps- och Vitterhetssamhället i Göteborg), 1759
- Королевское общество Шютте[англ.] в Умео (Kungl. Skytteanska Samfundet), 1956